# Août 2016
Août 2016 est le 8e mois de l'année 2016.

## Climat
Août 2016 est le mois d'août le plus chaud jamais enregistré dans le monde.

## Événements
- 1er août :
  - Islande  : Guðni Th. Jóhannesson entre en fonction comme président de la république d'Islande ;
  - Libye : Les États-Unis conduisent des frappes aériennes contre des cibles de l’État islamique en Libye à Syrte[2].
- 2 août : un attentat-suicide islamiste, revendiqué par le Conseil de la choura des révolutionnaires et visant l'Armée nationale libyenne, fait quinze morts et plus d'une trentaine de blessés à Benghazi en Libye[3].
- 3 août :
  - élections municipales en Afrique du sud ;
  - Tunisie : Le président de la République Béji Caïd Essebsi désigne Youssef Chahed pour former un gouvernement d'union nationale.
  - Un Boeing 777 de la compagnie Emirates prend feu lors de son atterrissage à Dubaï sans faire de victime.
- 5 août : Cérémonie d'ouverture des Jeux olympiques d'été de 2016 à Rio de Janeiro au Brésil en présence de 45 chefs d'État et de gouvernement.
- Du 5 août au 21 août : Jeux olympiques d'été de 2016 à Rio de Janeiro au Brésil.
- 6 août : une attaque terroriste à la machette blesse deux policières de la police de Charleroi, en Belgique.
- 7 août :
  - référendum constitutionnel en Thaïlande ;
  - élection présidentielle à Sao Tomé-et-Principe, 2e tour remporté par Evaristo Carvalho.
- 8 août :
  - le jour du dépassement de l'année 2016 est atteint.
  - un attentat-suicide, revendiqué par les groupes État islamique et Jamaat-ul-Ahrar, fait au moins 70 morts et une centaine de blessés à Quetta, au Pakistan.
- 9 août : en Inde, la dame de fer de Manipur met un terme à sa grève de la faim commencée il y a 16 ans.
- 11 août : élection présidentielle, élections législatives et référendum constitutionnel en Zambie.
- 11 et 12 août : en Thaïlande, une série d'explosions survenues à Phuket, Hua Hin, Trang et Surat Thani fait au moins quatre morts et dix-neuf blessés, y compris des touristes étrangers[4].
- 12 août : les Forces démocratiques syriennes soutenues par la coalition s’emparent de la ville de Manbij après une bataille de deux mois contre l’État islamique.
- 16 août : la Chine lance le premier satellite à communication quantique.
- 17 août : en Angleterre, le plus gros aéronef du monde, l’Airlander 10, prend son premier envol.
- 20 août : un attentat perpétré en plein mariage par l'État islamique fait au moins 50 morts à Gaziantep, en Turquie.
- 21 août : la cérémonie de clôture des Jeux olympiques d'été de 2016 a lieu au stade Maracanã de Rio de Janeiro.
- 23 août : les Kurdes du PYD chassent les Forces de défense nationale et l'armée arabe syrienne de Hassaké.
- 24 août :
  - un séisme de magnitude 6,8 frappe le centre de la Birmanie ;
  - un séisme de magnitude 6,2 touche les régions de l'Ombrie, des Marches des Abruzzes et du Latium en Italie centrale tuant au moins 250 personnes et en blessant 365 autres ;
  - l'armée turque lance l'opération Bouclier de l'Euphrate et entre en Syrie à proximité de Jerablus pour occuper la frontière ;
  - une fusillade suivie d'une prise d'otage à l'Université américaine de Kaboul (en) par deux hommes armés[5] fait au moins seize morts (huit étudiants et deux policiers) et 30 blessés ;
  - l'Observatoire européen austral annonce la découverte de Proxima Centauri b, exoplanète de masse terrestre dans la zone habitable de l’étoile la plus proche de nous après le Soleil.
- 25 août au 27 août : Conférence islamique internationale de Grozny.
- 25 août : 
  - l'armée irakienne reprend à l'État islamique la ville de Qayyarah, au sud de Mossoul ;
  - après un siège long de près de quatre ans, l'Armée syrienne libre capitule face au régime à Daraya ;
  - le vice-ministre bolivien de l'Intérieur Rodolfo Illanes, séquestré par des mineurs qui bloquaient une route depuis plusieurs jours, est assassiné par ses ravisseurs.
- 26 août :
  - un attentat perpétré à Cizre (Turquie) par le PKK tue 11 policiers ;
  - le pont Yavuz Sultan Selim, plus long pont au monde à haubans, est inauguré à Istanbul en Turquie.
  - Le groupe de transport français Alstom signe un contrat d'1,8 milliard d'euros pour vendre 28 trains à grande vitesse à la compagnie ferroviaire américaine Amtrak [6].
- 27 août :
  - élection présidentielle au Gabon, Ali Bongo est réélu ;
  - Youssef Chahed devient chef du gouvernement tunisien.
- 28 août : fin de la mission scientifique HI-SEAS.
- 29 août :
  - le cessez-le-feu historique signé entre les FARC et l'État colombien entre en vigueur ;
  - un attentat-suicide perpétré par l'État islamique à Aden, au Yémen, fait 71 morts et une centaine de blessés.
- 29 et 30 août : élection présidentielle en Estonie.
- 31 août : 
  - Ali Bongo est déclaré vainqueur de l'élection présidentielle au Gabon par la commission électorale ;
  - Dilma Rousseff est destituée. Michel Temer devient formellement président de la république fédérative du Brésil ;
  - Barack Obama annonce l'extension du domaine de protection de Papahānaumokuākea (Hawaï), pour en faire la plus grande réserve marine au monde.